# 유럽 재래식 무기 감축 조약
원래의 유럽 재래식 무기 감축 조약(영어: Treaty on Conventional Armed Forces in Europe, CFE)은 냉전 마지막 시기에 협상 및 체결되었으며, 유럽 ( 대서양부터 우랄까지) 내 주요 재래식 군사 장비 범주에 대한 포괄적인 제한을 설정하고 과잉 무기 폐기를 의무화했다. 이 조약은 "국가-당사자 그룹", 즉 북대서양 조약 기구 (NATO)와 바르샤바 조약 기구에 동등한 제한을 제안했다. 1999년, 변화된 지정학적 현실과 바르샤바 조약 기구의 해체를 고려하여 개정된 CFE가 체결되었지만, NATO는 러시아가 이스탄불 약속을 이행하지 않았다는 이유로 이를 비준하지 않았다. 2007년, 러시아는 동유럽에 미군이 주둔하고 있고 NATO가 개정된 CFE 조약을 비준하지 않는다는 이유로 조약 참여를 "중단"했다. 2015년 3월 10일, NATO가 사실상 조약을 위반했다고 주장하며 러시아는 다음 날부터 조약 참여를 "완전히" 중단한다고 공식 발표했다. 2023년 11월 7일, 러시아는 조약에서 탈퇴했고, 이에 대응하여 미국과 NATO 동맹국들은 조약 참여를 중단했다.

## 역사

### 배경
1972년, 미국 대통령 리처드 닉슨과 소련 공산당 서기장 레오니트 브레즈네프는 별도의 정치 및 군사 협상을 개최하기로 합의했다. 유럽 안보 협력 회의 (CSCE)는 정치 문제를, 상호 균형 병력 감축 협상 (MBFR)은 군사 문제를 다루기로 했다. CSCE의 결과로 1975년 35개국이 헬싱키 최종 의정서에 서명했다. MBFR 협상은 1979년 NATO가 유럽에 새로운 중거리 핵무기를 배치하기로 결정하면서 소련에 의해 중단되었다. 1986년, 소련 공산당 서기장 미하일 고르바초프는 MBFR 협상 맥락에서 지상 및 공중 병력을 감축하고, 대서양에서 우랄까지의 재래식 및 핵무기를 포함할 것을 제안했다. 이 제안은 그 해 말 바르샤바 조약 회의에서 공식화되었다. NATO의 북대서양이사회 외무장관들은 재래식 무기 통제에 관한 브뤼셀 선언을 발표했는데, 이는 두 가지 별개의 협상을 요구했다: 하나는 스톡홀름 회의의 신뢰 및 안보 구축 조치 (CSBM) 결과를 바탕으로 하는 것이고, 다른 하나는 대서양에서 우랄까지의 (ATTU) 재래식 무기 통제 협상을 통해 유럽의 재래식 안정성을 확립하는 것이었다. 1987년, 스톡홀름 문서는 발효되었으며, 처음으로 현장에서 군사 병력을 현장 사찰할 수 있는 협상된 권리를 제공했다.
16개 NATO 국가와 7개 바르샤바 조약 국가 간의 비공식 회담이 1987년 2월 17일 빈에서 유럽 재래식 협상 위임에 대해 시작되었으며, 이는 조약 협상 지침을 설정할 것이었다. 몇 달 후인 6월 27일, NATO는 빈에서 열린 23개국 회의에서 위임 초안을 제출했다. 이 위임은 병력 불균형, 기습 공격 능력, 대규모 공세 작전의 제거 및 효과적인 검증 시스템 구축을 요구했다. 한편, 12월에는 미국과 소련 간의 INF 조약이 체결되어 상호 사찰을 효과적으로 허용했다. 1988년 5월-6월 모스크바 정상회담에서 미국 대통령 로널드 레이건과 고르바초프 서기장은 유럽의 안정과 안보의 중요성을 강조하며, 특히 데이터 교환, 이 데이터의 검증, 그리고 감축을 요구했다. 1988년 12월, 고르바초프는 유엔에서 동유럽에서 5만 명의 병력의 일방적인 철수와 50만 명의 소련 병력의 동원 해제를 발표했다.

### CFE 협상
1989년 1월, NATO와 바르샤바 조약 회원국들은 유럽 재래식 무력 협상을 위한 위임장을 작성했다. 이 위임장은 CFE 조약의 목표를 설정하고 협상 원칙을 확립했으며, 1989년 3월 9일 빈에서 공식 협상이 시작되었다. 미국 대통령 조지 H. W. 부시와 프랑스 대통령 프랑수아 미테랑이 5월에 만났을 때, 부시는 전투기 및 헬리콥터 감축을 수용한다고 발표했다. 그는 또한 미국과 소련이 유럽에 주둔하는 병력의 상한을 27만 5천 명으로 제안했다. 부시의 제안은 1989년 브뤼셀 NATO 정상회의에서 공식 채택되었고 이어서 빈에서 제시되었다.
7월, 폴란드 원탁회의에 따라 실시된 1989년 폴란드 총선의 결과로 1989년 8월 24일 최초의 비공산주의 총리가 임명되었으며, 이는 폴란드에서 공산주의 통치의 효과적인 종말로 간주된다. 이어서 11월에는 독일에서 베를린 장벽 붕괴가 일어났다. 다음 달에는 헝가리, 체코슬로바키아, 루마니아, 불가리아, 알바니아에서 혁명이 발발했다. 부시와 고르바초프는 군비 통제 및 경제 협상을 가속화하기로 합의했다. 부시는 훨씬 더 급진적인 감축을 제안했고, 소련은 바르샤바 조약 국가들과의 군대 철수 협정을 협상하고 체결했다. 이어진 독일의 재통일은 독일 문제에 대한 최종 해결에 관한 조약으로 이어졌으며, 이 조약은 CFE 조약과 연계하여 독일에 부과된 특정 군사적 제한이 CFE 조약 체결 시 발효될 것이라고 명시했다.
조약의 원문은 1990년 11월 15일 빈에서 22개 협상국에 의해 승인되었다.
1990년에 처음 채택된 빈 문서의 신뢰 및 안보 구축 조치와 CFE 조약은 유럽 안보 협력 기구 (OSCE)에 의해 병행적인 평화 프로세스 구성 요소로 간주되었다.

### 1990년 파리 서명식

두 진영(파란색은 NATO, 빨간색은 바르샤바 조약)의 모든 회원국은 1990년 CFE 조약에 서명했다.

이 조약은 1990년 11월 19일 22개국에 의해 파리에서 서명되었다. 이들은 두 그룹으로 나뉘었다:
- 당시 16개 NATO 회원국: 미국, 캐나다, 덴마크, 프랑스, 독일, 그리스, 아이슬란드, 이탈리아, 룩셈부르크, 네덜란드, 노르웨이, 포르투갈, 스페인, 튀르키예, 영국, 벨기에
- 당시 6개 바르샤바 조약 국가: 불가리아, 체코슬로바키아, 헝가리, 폴란드, 루마니아, 소련

### 비준
이 조약은 1992년 11월 9일에 발효되었다. 1991년에 소련과 바르샤바 조약이 해체되고 체코슬로바키아는 체코와 슬로바키아로 분리되는 과정에 있었는데, 이 때문에 조약이 22개국이 아닌 30개국에 의해 비준되었다.
- 당시 16개 NATO 회원국
- 우랄 서쪽에 영토를 가진 8개 구 소련 공화국. 이들 구 소련 공화국에는 아르메니아, 아제르바이잔, 벨라루스, 조지아, 카자흐스탄, 몰도바, 러시아, 그리고 우크라이나가 포함된다.
- 6개 구 바르샤바 조약 회원국: 불가리아, 체코와 슬로바키아, 헝가리, 폴란드, 루마니아.

### 유럽 및 구 소련의 군사 블록 재편
1994년 집단안보조약기구 (CSTO)가 결성되었고 현재 아르메니아, 벨라루스, 카자흐스탄, 러시아, 그리고 키르기스스탄과 타지키스탄이 포함되어 있지만, 후자 두 국가는 조약에 가입하지 않았으며 러시아는 2015년에 참여를 중단했다. 2022년 9월, 아르메니아-아제르바이잔 국경 충돌 당시 러시아의 지원 부족은 아르메니아에서 국가적 논쟁을 촉발시켰고, 점점 더 많은 인구가 CSTO 회원국을 유지하는 것이 유익한지 의문을 제기하며 대신 NATO와의 재편을 요구했다.
반대로, 대부분의 전 비소련 바르샤바 조약 회원국들은 이후 NATO에 가입했으며, 이어서 발트 3국과 구 유고슬라비아 국가들(그러나 세르비아, 코소보, 보스니아 헤르체고비나는 조약에 가입하지 않음)이 가입했다. 또한, 구 소련 공화국인 조지아, 몰도바, 우크라이나도 가입을 열망하고 있다.
아제르바이잔은 어느 블록에도 가입하지 않고 균형을 맞추고 있다.

### 1996년 개정
1996년 5월 31일, 조약은 소위 측면 협정(flank agreement)에 의해 개정되었는데, 이는 조약 제5조 1항 (A)에 정의된 측면 지역에서 러시아와 우크라이나에 대한 제한을 완화했다.

### 2007년~2015년 러시아 참여의 부분적 중단
2007년 7월 14일, 블라디미르 푸틴은 러시아가 150일 후부터 조약 의무 이행을 중단할 것이라고 발표했다. 모스크바는 JCG에 계속 참여했는데, 대화가 유럽에 효과적인 새로운 재래식 무기 통제 체제 구축으로 이어질 수 있기를 희망했기 때문이다.
2007년 러시아는 NATO가 중단을 끝내기 위해 취할 수 있는 조치들을 명시했다. "여기에는 [NATO] 회원국들이 무기 할당량을 줄이고 각 NATO 회원국 영토에 대한 임시 무기 배치를 추가로 제한하는 것이 포함된다. 러시아는 또한 남부 및 북부 측면에 배치할 수 있는 병력 수에 대한 제한을 없애기를 원했다. 더욱이, 러시아는 NATO 회원국들에게 1999년 개정된 협정인 Adapted CFE Treaty를 비준하고, 원래 조약 밖에 있던 에스토니아, 라트비아, 리투아니아, 슬로베니아의 네 동맹국이 조약에 가입할 것을 요구했다."

### 2015년 러시아 참여의 무기한 완전 철회
2015년 3월, 러시아 연방은 조약 참여를 완전히 철회하기로 결정했다고 발표했다. 러시아 외교관 미하일 울리야노프는 러시아가 조약을 다시 준수할 가능성은 낮다고 말했는데, 그 이유는 조약이 "바르샤바 조약 기구가 아직 존재하던 시절에 만들어졌기 때문에 '시대착오적'이며 '현재 현실과 전혀 맞지 않다'."고 말했다.

### 2023년 러시아 TCAFE 비난
2023년 11월 7일 러시아는 TCAFE를 비난했다. 같은 날 이에 대응하여 NATO는 회원국들의 참여를 중단한다고 발표했다.

### 2024년 그리스 참여 중단
2024년 2월 9일, 그리스는 TCAFE 참여를 중단했다.

### 2024년 폴란드 참여 중단
2024년 3월 29일, 폴란드의 안제이 두다 대통령은 자국의 TCAFE 참여를 중단했다. 이는 NATO 성명 및 세임의 투표에 의해 예상되었다.

### 2024년 튀르키예 참여 중단
2024년 4월 5일, 튀르키예 대통령 레제프 타이이프 에르도안은 튀르키예의 조약 참여를 중단하는 대통령령을 발표했다.

## 내용

### 무기 상한선
CFE 조약은 대서양에서 우랄까지의 각 블록(NATO 및 바르샤바 조약 기구)에 대해 기습 공격 및 대규모 공격 작전을 수행하는 데 필수적인 주요 무기 종류에 대한 동등한 상한선을 설정했다. 총체적으로, 조약 참가국들은 어느 한쪽도 다음을 초과할 수 없다고 합의했다.
- 전차 20,000대;
- 대포 20,000문;
- 장갑전투차량 (ACV) 30,000대;
- 전투기 6,800대; 그리고
- 공격 헬리콥터 2,000대.

무장 병력의 준비 태세를 더욱 제한하기 위해 조약은 현역 부대에 배치할 수 있는 장비에 대한 동등한 상한선을 설정했다. 다른 지상 장비는 지정된 영구 보관 장소에 두어야 했다. 각 측이 현역 부대에 가질 수 있는 장비의 제한은 다음과 같다.
- 전차 16,500대;
- 대포 17,000문; 그리고
- 장갑전투차량 (ACV) 27,300대;

이 조약은 또한 유럽 내 어떤 한 국가가 보유할 수 있는 무기의 비율을 유럽 내 모든 국가의 총량의 약 3분의 1로 제한했는데, 이를 "충분성" 규칙이라고 한다.
모든 해상 해군 병력은 CFE 조약의 책임 범위에서 제외되었다.

### 지역 협약
각 진영의 각 범주 무기 수량 제한 외에도, 이 조약에는 지상 장비의 불안정한 집중을 방지하기 위한 지역 제한이 포함되어 있었다.

### 파괴
필요한 병력 상한선을 충족하기 위해 장비는 파괴되거나, 가능하면 비군사적 목적으로 전환되어야 했다.

### 검증
이 조약에는 상세한 정보 교환, 현장 사찰, 이의 제기 사찰, 그리고 파괴 현장 감시에 대한 전례 없는 조항이 포함되었다. 조약 당사국들은 파괴 과정을 무제한으로 감시할 권리를 부여받았다. 위성 감시는 차량 및 전차와 같은 대형 군사 장비의 배치 및 파괴 진행 상황을 확인하는 데 사용되었다.

### 합동 협의 그룹
마지막으로, 조약은 빈에 모든 조약 회원국으로 구성된 합동 협의 그룹(JCG)을 설립했다. 이 그룹은 조약 조항 준수와 관련된 문제를 다루었다. 이 그룹은 다음을 목표로 했다.
- 해석상의 모호성과 차이점 해결
- 조약의 실행 가능성 및 효과를 증진시키는 조치 고려
- 기술적 문제 해결
- 조약 이행으로 인해 발생할 수 있는 분쟁 조사

## 이행
조약 발효 후 4개월 간의 기준선 검사 기간이 시작되었다. 파괴는 1년 말까지 25%, 2년 말까지 60%를 완료해야 했고, 조약에서 요구하는 모든 파괴는 3년 말까지 완료해야 했다.
주요 성과는 조약 발효 후 첫 5년 동안 대서양에서 우랄 산맥(ATTU) 지역에 걸쳐 재래식 군사 장비를 대규모로 감축하거나 파괴한 것이었다. 1995년 조약 감축 기간이 끝날 때, 장비 제한이 발효되면서 30개 당사국은 52,000대 이상의 전투 전차, 장갑 전투 차량, 대포, 전투기 및 공격 헬리콥터의 파괴 또는 전환을 완료하고 검사를 통해 확인했다. 또한, 4,000회 이상의 군사 부대/시설 및 특정 지역에 대한 강제 현장 검사를 수행/수락했다.
NATO는 주로 오래된 장비를 파괴하여 의무를 이행했다. 또한, 미국과 같이 최신 장비를 보유한 NATO 회원국들은 이 장비 중 일부를 오래된 장비를 보유한 동맹국에 이전하는 데 동의했다.

### 준수

#### NATO
2007년, 미국의 루마니아와 불가리아에 기지를 건설하려는 계획은 러시아에 따르면 조약 위반이었다. NATO 관계자들은 이를 반박하며 미군 기지는 영구적이지 않으므로 위반으로 볼 수 없다고 주장했다. 그러나 2006년에 루마니아와 불가리아와 체결된 협정은 미군이 직접 통제하는 영구 기지를 명시적으로 허용했으며 워싱턴 타임스는 고위 미국 관료로부터 해당 시설이 영구적임을 확인받았다고 보도되었다.

#### 구 소련 공화국
1998년 6월 클린턴 행정부 보고서는 러시아, 우크라이나, 벨라루스, 아르메니아, 아제르바이잔이 CFE 조약을 준수하지 않고 있다고 밝혔다. 위반 사항은 CFE 상한선을 초과하는 조약 제한 장비(TLE) 보유부터 조약 검사 중 완전한 접근 거부에 이르기까지 다양했다. 보고서는 준수 문제가 "군사적으로 유의미"하지 않으며, 동부 블록에서 가장 많은 보유량을 가진 구 소련 공화국인 러시아와 우크라이나가 조약 제한 범위 내에 남아 있다고 결론지었다.
유럽 안보 협력 기구 (OSCE)의 1999년 11월 1999년 이스탄불 정상회담을 앞두고 NATO 회원국들은 세 가지 조약 준수 문제를 인지했다. 첫째, 러시아의 "측면" 지역(즉, 러시아의 북카프카스 군관구)에 대한 장비 보유가 합의된 조약 제한을 초과하여 계속 존재했다. 둘째, 조지아 주둔 러시아군이 조지아 당국이 승인한 수준을 초과했다. 셋째, 몰도바 주둔 러시아군이 몰도바 당국의 명시적 동의를 받지 못했다. 정상회담에서 30개 OSCE 회원국은 개정 CFE 조약에 서명했고 러시아는 몰도바 공화국에서 철수하고 조지아에서 장비 수준을 감축하며 조지아 영토에 주둔하는 러시아군의 방식과 기간에 대해 조지아 당국과 합의하고 측면 지역의 병력을 개정 CFE 조약의 합의된 수준으로 감축할 의무를 지게 되었다. 이 합의들은 "이스탄불 약속"으로 알려지게 되었으며, CFE 최종 의정서의 14개 부속서와 1999년 이스탄불 정상회담 선언에 포함되었다. 그러나 NATO 회원국들은 러시아가 몰도바와 조지아 영토에서 완전히 군대를 철수하기를 거부하는 한 조약을 비준하지 않았다. 러시아는 조지아와 몰도바에서 병력과 장비를 부분적으로 철수했지만, NATO의 요구대로 완전히 철수하지는 않았다.

##### 남캅카스
2019년 보고서에 따르면 아제르바이잔은 조약을 심각하게 위반하고 있다. 2018년 1월 1일 현재 데이터에서 아제르바이잔은 전체 한도를 900개 이상의 조약 제한 장비로 초과했다고 밝혔다.
- 아제르바이잔의 주력전차 220대 한도를 300대 이상 초과하여 한도의 136%를 초과,
- 아제르바이잔의 장갑전투차량 (ACV) 220대 한도를 160대 이상 초과하여 한도의 72%를 초과,
- 아제르바이잔의 대포 285문 한도를 670문 이상 초과하여 한도의 235%를 초과,
- 아제르바이잔의 공격 헬리콥터 50대 한도를 5대 이상 초과하여 한도의 10%를 초과했다.[42]

2019년 5월, 아르메니아는 조약 요구 사항에 따라 21대의 장갑 전투 차량을 해체하고 폐기했다.

## 후속 협정

### 유럽 재래식 군사력 인원 협상 최종 합의 (CFE-1A)
CFE-1A 협상은 1990년 오리지널 CFE 조약 서명 직후 시작되었다. CFE-1A는 오리지널 CFE 조약과 달리 법적 구속력이 있는 조약이 아니라, CFE 조약과 동시에 발효되었고 후속 협정으로 기능한 정치적 약속이었다. 이 약속은 CFE 조약의 모든 서명국이 ATTU 지역의 신뢰와 안보를 더욱 향상시키기 위한 조치를 취해야 한다는 것이었다. CFE-1A는 조약 30개 회원국에게 병력 한도를 설정하고, 필요하다고 판단되면 CFE 적용 지역 내 기존 병력 수준을 감축하여 이 한도를 충족하도록 약속했다. 이 약속에 따라 미국은 적용 지역 내에 25만 명 이상의 병력을 가질 수 없도록 제한되었다. 추가적인 안보 보장으로서 CFE-1A 협정은 당사국들에게 병력 수준 증가 시 사전 통보를 요구했다. 회원국들의 CFE-1A 협정 준수 여부는 CFE 조약에 따라 수행되는 현장 검사 중에 평가되었다.

### 유럽 재래식 무력 조약 개정 협정 (CFE-II)
유럽 재래식 무기 조약 개정 협정(개정된 CFE 조약으로도 알려짐)은 원래 조약의 개정판으로, 1999년 11월 1999년 이스탄불 정상회담에서 서명되었으며, 냉전 이후의 변화된 지정학적 상황을 고려하여 블록 기반의 제한 대신 국가 기반의 재래식 군사력 제한을 설정했다. 그러나 NATO 회원국들은 러시아가 몰도바와 조지아 영토에서 군대를 완전히 철수하기를 거부하는 한 조약을 비준하지 않았다. 러시아는 조지아와 몰도바에서 병력과 장비를 부분적으로 철수했지만, NATO가 요구하는 대로 완전히 철수하지는 않았다. 개정된 조약의 비준과 완전한 철수 간의 연계는 주권 국가의 영토 보전에 관한 국제법의 근본 원칙에 따라 NATO 회원국들이 내린 정치적 결정이었다.

## 2007년 러시아 연방의 중단
러시아 연방이 유럽에서의 미사일 방어 계획을 지원할 의사가 없자, 블라디미르 푸틴 러시아 대통령은 2007년 4월 26일 연설에서 조약에 대한 "모라토리엄"을 요구했다. 그리고 6월 11일부터 15일까지 러시아의 주도로 빈에서 열린 유럽 재래식 군사력 조약 당사국 특별 회의에서 조약 개정을 위한 대부분의 입장을 제기했다. 이 회의에서 그의 요구가 받아들여지지 않자, 푸틴은 2007년 7월 14일 조약 의무 이행을 중단하는 령을 발표했는데, 이는 "러시아 연방의 안보에 영향을 미치고 즉각적인 조치를 요구하는 특별한 상황 ...의 결과"라고 명시하고 NATO와 그 회원국들에게 통보했다. 이 중단은 원래의 CFE 조약뿐만 아니라 후속 협정에도 적용된다.

### 동기
러시아 대통령 행정부의 설명 문서에는 2007년 초기 준수 중단의 여러 가지 이유가 명시되어 있다. 첫째, 러시아는 개정된 조약의 비준과 조지아 및 몰도바에서의 병력 철수를 "불법적"이며 "날조된" 것으로 간주했다. 러시아는 또한 병력 철수 문제를 NATO-러시아 문제가 아닌 러시아-조지아 및 러시아-몰도바의 양자 문제로 보았다. 둘째, 러시아와 인접한 세 발트 3국(폴란드와 노르웨이를 제외한 다른 NATO 회원국들과 달리)은 조약 서명 당시 소련에 점령되어 있었기 때문에 원래 CFE 조약에 포함되지 않았다. 또한, 모든 NATO 회원국과 마찬가지로 발트 3국은 개정된 CFE 조약을 비준하지 않았다. 러시아의 비준 및 발트 3국의 비준된 조약 가입 요청은 받아들여지지 않았다.
셋째, 러시아는 NATO의 1999년과 2004년 확장으로 동맹의 장비가 조약 한도를 초과했다고 강조했다. 결과적으로, 러시아는 그러한 장비에 대한 NATO의 전체 수치 상한선에 대한 "보상적 하향 조정"을 요구했다. 넷째, 러시아는 당시 계획된 루마니아와 불가리아에 대한 미군 기지 건설이 CFE 조약의 병력 상한선 준수에 "부정적인 영향"을 미친다고 언급했다. 다섯째, 이 문서는 NATO의 확장에 대한 러시아의 "보상"으로 측면(즉, 북캅카스) 러시아군 상한선을 NATO와 러시아 간의 "정치적 결정"으로 "제거"할 것을 요구했다. 여섯째, 러시아는 1999년 개정된 CFE 조약이 발효되자마자 이를 재협상하고 "현대화"하기를 원했다. 러시아의 입장은 NATO 국가들이 2008년 7월 1일까지 업데이트된 버전을 발효시키지 않거나, 조약 재협상이 진행되는 동안 임시적으로라도 그 조건을 준수하지 않는 한 일방적으로 조약의 유효성을 중단할 것이라는 것이었다.
아마도 러시아의 설명 문서에는 언급되지 않았지만, 위에서 언급된 "특별한 상황"은 폴란드 미사일 방어 단지와 체코 공화국의 레이더 구성 요소에 대한 미국의 계획을 지칭했을 것이다.{{Refn|이러한 미국의 계획은 2002년 미국이 탄도탄 요격미사일 조약에서 일방적으로 철수하지 않았다면 불가능했을 것이다. 왜냐하면 이 조약은 새로운 미사일 방어 기지 건설을 막았기 때문이다. 러시아가 보기에 CFE 조약은 (ABM 조약에 이어) 중단되는 두 번째 주요 냉전 조약이 될 수 있었다. 그러나 개정된 CFE 조약과 러시아의 조지아 및 몰도바 철수 사이에는 법적 연관성이 없었다. 이 두 안보 문제 사이의 연계는 NATO 회원국들이 제2차 체첸 전쟁에 항의하기 위해 내린 정치적 결정이었으며, 조약을 비준하지 않는 이유로 사용되었다. 러시아는 이 결정을 결코 받아들이지 않았다—이스탄불 정상회담 6개월 후에도 내려진 결정이었다. 러시아는 또한 원래 CFE 조약이 시대에 뒤떨어졌고 바르샤바 조약이나 소련의 해체를 고려하지 않았기 때문에 전략적으로 결함이 있다고 간주했다.
러시아에서 심지어 두마의 야당 지도자이자 무소속 의원인 블라디미르 리즈코프도 러시아가 대응할 수밖에 없었다는 점에 동의했다. 그러나 그는 또한 푸틴의 칙령에 의한 중단이 "주로 선거의 해에 국가에 보내는 메시지: '다음 대통령이 누가 되든 당신의 지도자는 흔들리지 않을 것이다.'"라고 추측했다.

### 반응
NATO는 러시아의 조약 중단 결정에 대해 즉각적인 유감을 표명하며 "잘못된 방향으로 가는 단계"라고 묘사했지만, 이 문제에 대해 모스크바와 건설적인 대화를 나누기를 희망했다. 미국은 독일, 폴란드, 루마니아와 같은 유럽 국가들과 함께 실망을 표명했다. 집단안보조약기구 (CSTO) 사무총장 니콜라이 보르두자와 전 소련 대통령 미하일 고르바초프는 푸틴의 칙령에 대한 지지를 표명했다. 2011년 11월 25일, 영국은 러시아와의 군사 데이터 공유를 중단했다.
러시아 외무부는 또한 중단의 결과로 NATO 국가들의 군사 기지에 대한 사찰 및 검증이 중단될 것이며, 러시아는 더 이상 재래식 무기 수량을 제한할 의무가 없다고 밝혔다. 사실상 러시아는 2007년 6월 빈에서 열린 특별 CFE 조약 회의에서 러시아의 불만이 무시된 후 이미 그러한 검증 방문을 중단했다. 결과적으로 불가리아와 헝가리 군사 대표단은 러시아 군부대에 대한 진입이 거부되었다.
유리 자라코비치는 타임에서 위에서 언급된 "즉각적인 조치"가 NATO 동부 회원국, 특히 폴란드와 발트 3국 접경 지역에 병력 증강을 포함할 것이라고 추측했다. 타임은 당시 다른 조치로는 카프카스 남부 국경을 따라 병력 증강, 2017년 철수 시한 (당시 계획된)을 넘어 크림반도에 흑해 함대를 유지하도록 우크라이나에 대한 새로운 압력, 그리고 몰도바 철수 거부가 포함될 수 있다고 추가로 추측했다.

## 같이 보기
- 부다페스트 안전 보장 각서
- 헬싱키 협정